# Olympische Sommerspiele 2004/Kanu – Zweier-Kajak 500 m (Männer)
Die Wettkämpfe im Zweier-Kajak über 500 Meter bei den Olympischen Sommerspielen 2004 wurden vom 24. bis zum 28. August 2004 auf der Strecke im Schinias Olympic Rowing and Canoeing Centre ausgetragen.

## Ergebnisse

### Vorläufe
Bei den vier Vorläufen am 24. August nahmen 19 Boote teil, von denen die drei Erstplatzierten der jeweiligen Läufe das Finale erreichten, die restlichen Teilnehmer die Halbfinals.

#### Vorlauf 1
| Rang | Athleten                         | Nation      | Zeit         | Bemerkung  |
| ---- | -------------------------------- | ----------- | ------------ | ---------- |
| 1    | Ronald Rauhe Tim Wieskötter      | Deutschland | 1:28,866 min | Finale     |
| 2    | Zoltán Kammerer Botond Storcz    | Ungarn      | 1:31,166 min | Halbfinale |
| 3    | Damián Vindel Francisco Llera    | Spanien     | 1:32,846 min | Halbfinale |
| 4    | Iwan Christow Jordan Jordanow    | Bulgarien   | 1:33,222 min | Halbfinale |
| 5    | Lasse Nielsen Paw Madsen         | Dänemark    | 1:33,938 min | Halbfinale |
| 6    | Marian Baban Ștefan Vasile       | Rumänien    | 1:34,410 min | Halbfinale |
| 7    | Aleksey Babadjanov Sergey Borzov | Usbekistan  | 1:34,782 min | Halbfinale |

#### Vorlauf 2
| Rang | Athleten                                   | Nation     | Zeit         | Bemerkung  |
| ---- | ------------------------------------------ | ---------- | ------------ | ---------- |
| 1    | Raman Petruschenka Wadsim Machneu          | Belarus    | 1:28,925 min | Finale     |
| 2    | Markus Oscarsson Henrik Nilsson            | Schweden   | 1:29,717 min | Halbfinale |
| 3    | Anatoli Tischtschenko Wladimir Gruschichin | Russland   | 1:30,761 min | Halbfinale |
| 4    | Clint Robinson Nathan Baggaley             | Australien | 1:30,869 min | Halbfinale |
| 5    | Antonio Rossi Beniamino Bonomi             | Italien    | 1:33,565 min | Halbfinale |
| 6    | Yin Yijun Wang Lei                         | China      | 1:37,061 min | Halbfinale |

#### Vorlauf 3
| Rang | Athleten                             | Nation                 | Zeit         | Bemerkung  |
| ---- | ------------------------------------ | ---------------------- | ------------ | ---------- |
| 1    | Marek Twardowski Adam Wysocki        | Polen                  | 1:29,069 min | Finale     |
| 2    | Alvydas Duonėla Egidijus Balčiūnas   | Litauen                | 1:30,521 min | Halbfinale |
| 3    | Ognjen Filipović Dragan Zorić        | Serbien und Montenegro | 1:30,665 min | Halbfinale |
| 4    | Bartosz Wolski Rami Zur              | Vereinigte Staaten     | 1:31,893 min | Halbfinale |
| 5    | Steven Jorens Richard Dober          | Kanada                 | 1:31,985 min | Halbfinale |
| 6    | Sebastián Cuattrin Sebastian Szubski | Brasilien              | 1:35,917 min | Halbfinale |

### Halbfinals
Die jeweils drei schnellsten Boote der beiden Halbfinals erreichten den Endlauf.
Halbfinale 1
| Rang | Athleten                                   | Nation                 | Zeit         | Bemerkung |
| ---- | ------------------------------------------ | ---------------------- | ------------ | --------- |
| 1    | Zoltán Kammerer Botond Storcz              | Ungarn                 | 1:30,438 min | Finale    |
| 2    | Anatoli Tischtschenko Wladimir Gruschichin | Russland               | 1:31,786 min | Finale    |
| 3    | Antonio Rossi Beniamino Bonomi             | Italien                | 1:31,830 min | Finale    |
| 4    | Ognjen Filipović Dragan Zorić              | Serbien und Montenegro | 1:32,150 min |           |
| 5    | Iwan Christow Jordan Jordanow              | Bulgarien              | 1:33,182 min |           |
| 6    | Bartosz Wolski Rami Zur                    | Vereinigte Staaten     | 1:33,482 min |           |
| 7    | Marian Baban Ștefan Vasile                 | Rumänien               | 1:34,398 min |           |
| 8    | Sebastián Cuattrin Sebastian Szubski       | Brasilien              | 1:37,466 min |           |

Halbfinale 2
| Rang | Athleten                           | Nation     | Zeit         | Bemerkung |
| ---- | ---------------------------------- | ---------- | ------------ | --------- |
| 1    | Alvydas Duonėla Egidijus Balčiūnas | Litauen    | 1:30,270 min | Finale    |
| 2    | Clint Robinson Nathan Baggaley     | Australien | 1:30,710 min | Finale    |
| 3    | Damián Vindel Francisco Llera      | Spanien    | 1:30,998 min | Finale    |
| 4    | Markus Oscarsson Henrik Nilsson    | Schweden   | 1:31,030 min |           |
| 5    | Lasse Nielsen Paw Madsen           | Dänemark   | 1:33,482 min |           |
| 6    | Aleksey Babadjanov Sergey Borzov   | Usbekistan | 1:33,654 min |           |
| 7    | Steven Jorens Richard Dober        | Kanada     | 1:34,318 min |           |
| 8    | Yin Yijun Wang Lei                 | China      | 1:38,554 min |           |

### Finale
| Rang | Athleten                                   | Nation      | Zeit         |
| ---- | ------------------------------------------ | ----------- | ------------ |
| 1    | Ronald Rauhe Tim Wieskötter                | Deutschland | 1:27,040 min |
| 2    | Clint Robinson Nathan Baggaley             | Australien  | 1:27,920 min |
| 3    | Raman Petruschenka Wadsim Machneu          | Belarus     | 1:27,996 min |
| 4    | Marek Twardowski Adam Wysocki              | Polen       | 1:28,048 min |
| 5    | Zoltán Kammerer Botond Storcz              | Ungarn      | 1:29,096 min |
| 6    | Damián Vindel Francisco Llera              | Spanien     | 1:29,532 min |
| 7    | Alvydas Duonėla Egidijus Balčiūnas         | Litauen     | 1:29,868 min |
| 8    | Antonio Rossi Beniamino Bonomi             | Italien     | 1:30,804 min |
| 9    | Anatoli Tischtschenko Wladimir Gruschichin | Russland    | 1:31,048 min |